# Mitsuru Nagata
Mitsuru Nagata  (Shizuoka, 6. travnja 1983.) bivši je japanski nogometaš.

## Klupska karijera
Igrao je za Kashiwa Reysol, Albirex Niigata i Urawa Reds.

## Reprezentativna karijera
Za japansku reprezentaciju igrao je od 2010. do 2011. godine. Odigrao je 2 utakmice.
S japanskom reprezentacijom Mitsuru Nagata je igrao na Azijskom kupu 2011.

## Statistika
| Japan  | Japan | Japan |
| Godina | Nast. | Gol.  |
| ------ | ----- | ----- |
| 2010.  | 1     | 0     |
| 2011.  | 1     | 0     |
| Ukupno | 2     | 0     |

## Vanjske poveznice
- National Football Teams
- Japan National Football Team Database